# Campionat d'Europa d'escacs individual de 1942
El Campionat d'Europa d'escacs individual de 1942 fou un torneig d'escacs que pretenia ser el primer Campionat d'Europa (Europameisterschaft). Es va celebrar a Múnic, entre el 14 i el 26 setembre de 1942, organitzat per Ehrhardt Post, el màxim dirigent de la Grossdeutscher Schachbund, organització d'escacs nazi. Però atès que els jugadors dels enemics d'Alemanya (la Unió Soviètica, la Gran Bretanya i Polònia) no van poder participar-hi (a causa de la Segona Guerra Mundial), i que els jugadors d'origen jueu tenien prohibida la participació (a causa de la política nazi), aquest torneig va ser simplement una manifestació de la propaganda nazi i mai va rebre cap mena de reconeixement oficial com a campionat d'Europa. Reuben Fine comentà a Chess Marches On (1945), pàgina 136: "Alekhin ha participat en una sèrie d'espectacles europeus, entre ells un autoanomenat "Campionat d'Europa" .... els seus rivals eren, com a màxim, de segona fila". Es tracta d'una opinió curiosa, perquè en realitat Alekhin (Campió del Món), Keres (pretendent al títol), Bogoliúbov (ex candidat al Campionat del Món), Stoltz (guanyador, per davant d'Alekhin, a Múnic 1941), i Junge (co-guanyador, amb Alekhin, a Praga 1942) van fer de Múnic 1942 el torneig objectivament més fort del món aquell any. Els següents torneigs més forts van ser el de Salzburg de 1942, el Campionat dels Estats Units a Nova York 1942, Mar del Plata 1942, Praga (Memorial Duras) 1942, i el Campionat de Moscou de 1942.

## Quadres i resultats
El quadre del torneig de Múnic 1942 fou el següent:
| #  | Jugador                             | 1 | 2 | 3 | 4 | 5 | 6 | 7 | 8 | 9 | 10 | 11 | 12 | Total |
| 1  | Aleksandr Alekhin ( França)         |   | 1 | ½ | ½ | 1 | 1 | 1 | 0 | 1 | ½  | 1  | 1  | 8½    |
| 2  | Paul Keres ( Estònia)               | 0 |   | 1 | ½ | 0 | 1 | ½ | 1 | ½ | 1  | 1  | 1  | 7½    |
| 3  | Jan Foltys ( Bohèmia i Moràvia)     | ½ | 0 |   | 1 | ½ | 1 | 0 | ½ | 1 | 1  | ½  | 1  | 7     |
| 4  | Iefim Bogoliúbov ( Alemanya Nazi)   | ½ | ½ | 0 |   | 1 | 0 | 1 | 1 | ½ | 1  | ½  | 1  | 7     |
| 5  | Kurt Richter ( Alemanya Nazi)       | 0 | 1 | ½ | 0 |   | ½ | ½ | 1 | ½ | 1  | 1  | 1  | 7     |
| 6  | Gedeon Barcza ( Hongria)            | 0 | 0 | 0 | 1 | ½ |   | ½ | 0 | 1 | ½  | 1  | 1  | 5½    |
| 7  | Klaus Junge ( Alemanya Nazi)        | 0 | ½ | 1 | 0 | ½ | ½ |   | 1 | ½ | 0  | 0  | 1  | 5     |
| 8  | Ludwig Rellstab ( Alemanya Nazi)    | 1 | 0 | ½ | 0 | 0 | 1 | 0 |   | 0 | ½  | 1  | ½  | 4½    |
| 9  | Gösta Stoltz ( Suècia)              | 0 | ½ | 0 | ½ | ½ | 0 | ½ | 1 |   | 0  | 0  | 1  | 4     |
| 10 | Ivan Vladimir Rohaček ( Eslovàquia) | ½ | 0 | 0 | 0 | 0 | ½ | 1 | ½ | 1 |    | ½  | 0  | 4     |
| 11 | Mario Napolitano ( Regne d'Itàlia)  | 0 | 0 | ½ | ½ | 0 | 0 | 1 | 0 | 1 | ½  |    | 0  | 3½    |
| 12 | Braslav Rabar ( Croàcia Nazi)       | 0 | 0 | 0 | 0 | 0 | 0 | 0 | ½ | 0 | 1  | 1  |    | 2½    |
| #   | Jugador                                        | 1 | 2 | 3 | 4 | 5 | 6 | 7 | 8 | 9 | 10 | 11 | 12 | Total |
| 1   | Gösta Danielsson ( Suècia)                     |   | ½ | 0 | ½ | 1 | 1 | ½ | 1 | 1 | 1  | ½  | 1  | 8     |
| 2   | József Szily ( Hongria)                        | ½ |   | ½ | ½ | ½ | ½ | 1 | 0 | 1 | 1  | ½  | 1  | 7     |
| 3-5 | Hans Müller ( Alemanya Nazi)                   | 1 | ½ |   | ½ | ½ | 1 | ½ | 0 | ½ | ½  | ½  | 1  | 6.5   |
| 3-5 | Géza Füster ( Hongria)                         | ½ | ½ | ½ |   | 1 | 0 | 0 | ½ | 1 | ½  | 1  | 1  | 6.5   |
| 3-5 | Federico Norcia ( Regne d'Itàlia)              | 0 | ½ | ½ | 0 |   | 1 | ½ | ½ | ½ | 1  | 1  | 1  | 6.5   |
| 6   | Vincenzo Nestler ( Regne d'Itàlia)             | 0 | ½ | 0 | 1 | 0 |   | 0 | 1 | 1 | ½  | 1  | 1  | 6     |
| 7-8 | Alexander Tsvetkov ( Bulgària)                 | ½ | 0 | ½ | 1 | ½ | 1 |   | ½ | 0 | ½  | 1  | 0  | 5.5   |
| 7-8 | Sergiu Samarian ( Romania)                     | 0 | 1 | 1 | ½ | ½ | 0 | ½ |   | 0 | 1  | 0  | 1  | 5.5   |
| 9   | Mladen Šubarić ( Estat independent de Croàcia) | 0 | 0 | ½ | 0 | ½ | 0 | 1 | 1 |   | 0  | 1  | 1  | 5     |
| 10  | Carl Ahues ( Alemanya Nazi)                    | 0 | 0 | ½ | ½ | 0 | ½ | ½ | 0 | 1 |    | ½  | 1  | 4.5   |
| 11  | Charles Roele ( Països Baixos)                 | ½ | ½ | ½ | 0 | 0 | 0 | 0 | 1 | 0 | ½  |    | 1  | 4     |
| 12  | Olof Kinnmark ( Suècia)                        | 0 | 0 | 0 | 0 | 0 | 0 | 1 | 0 | 0 | 0  | 0  |    | 1     |